# Xenosiphon
Xenosiphon is een geslacht in de taxonomische indeling van de Sipuncula (Pindawormen).
Het geslacht behoort tot de familie Sipunculidae. Xenosiphon werd in 1947 beschreven door Fisher.

## Soorten
Xenosiphon omvat de volgende soorten:
- Xenosiphon absconditus
- Xenosiphon branchiatus